# 原田覚
原田 覚（はらだ かく/さとる、1890年〈明治23年〉10月12日 - 1945年〈昭和20年〉9月25日）は、日本の海軍軍人。海兵41期。最終階級は海軍中将。特殊潜行艇の育ての親。

## 生涯
1890年（明治23年）10月12日、福島県耶麻郡長瀬村に生まれた。会津中学を経て、海軍兵学校および陸軍士官学校（第25期）を受験し、双方に合格している。1910年（明治43年）9月12日、海軍兵学校41期に入学。同期生に草刈英治（会津中学の同級生）、大田実、保科善四郎らがいる。1913年（大正2年）12月19日、118名中47番の席次で卒業。少尉候補生として練習航海に従事。1914年（大正3年）8月11日、巡洋戦艦「比叡」に乗組。同年12月1日、少尉任官。
1915年（大正4年）10月1日、防護巡洋艦「筑摩」に乗組。1916年（大正5年）12月1日、中尉に昇進し、海軍水雷学校普通科学生を拝命。1917年（大正6年）6月1日、海軍砲術学校普通科学生を拝命。同年12月1日、第二潜水艇隊付。1919年（大正8年）12月1日、大尉に昇進し、海軍水雷学校高等科学生を拝命。1920年（大正9年）12月1日、「第二十三潜水艦」に乗組。
1926年（大正15年）12月1日、海軍少佐に昇進し、「呂号第十八潜水艦」艦長に任命。1937年（昭和12年）12月1日、海軍大佐に昇進し、第八潜水隊司令に任命。1938年（昭和13年）12月15日、空母「大鯨」艦長に任命。1939年（昭和14年）11月15日、空母「鳳翔」兼標的艦「摂津」艦長に任命。

### 太平洋戦争

#### 「千代田」

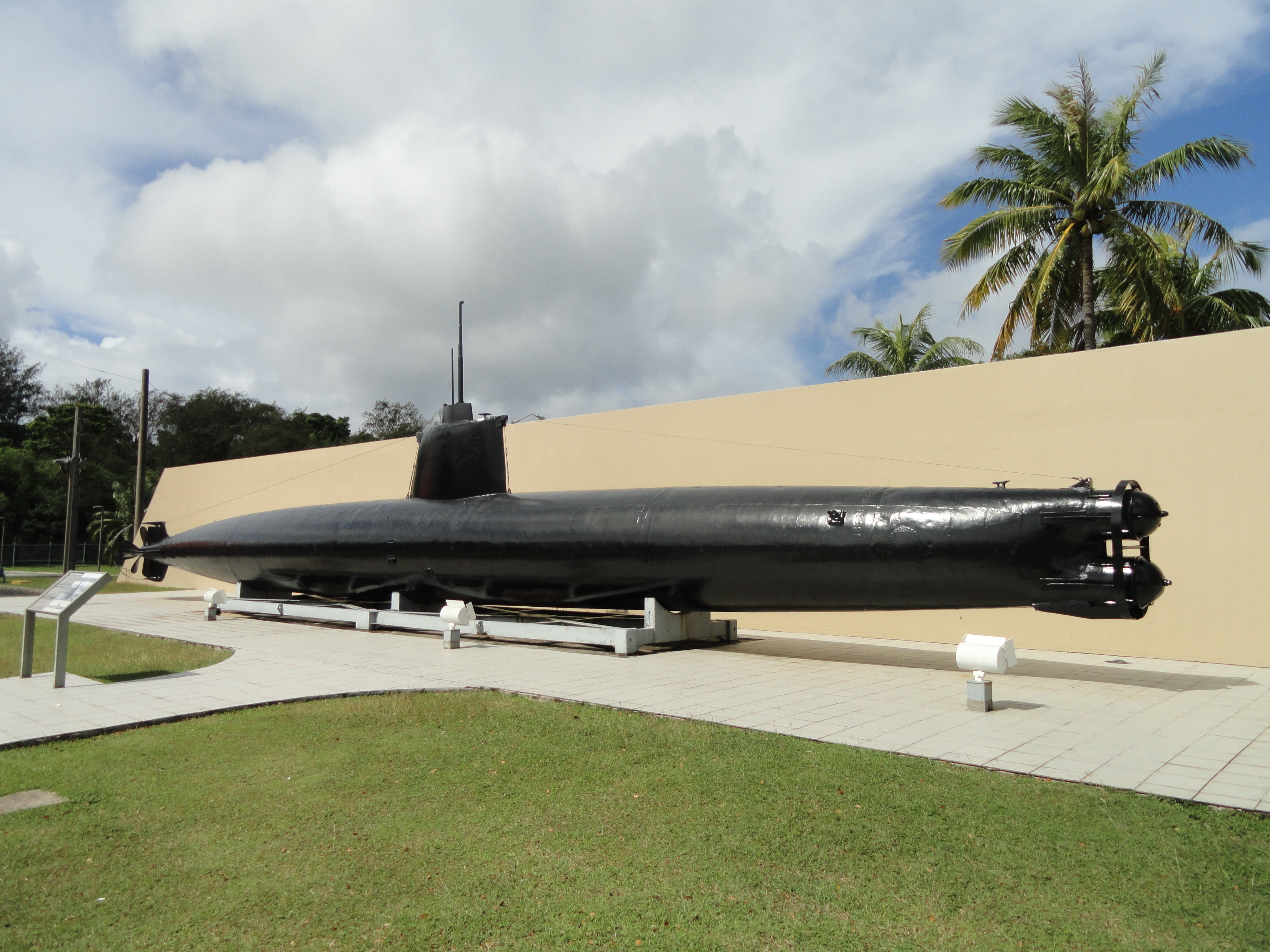
甲標的

1940年（昭和15年）8月20日、原田は「千代田」艦長に就任する。千代田の艦種は水上機母艦であったが、実際は敵艦隊への奇襲を実施する予定であった特殊潜航艇「甲標的」の母艦である。原田は責任者として日米開戦直前の特殊潜航艇搭乗員の訓練にあたった。原田は酒豪で、また親分肌でもあり、血気にはやる少壮軍人の教育には適任であったという。原田は「甲標的」の戦力化に努めたことで「特殊潜航艇育ての親」と言われる。この時の訓練は、特殊潜航艇を艦隊決戦において使用することを想定したものであったが、艦隊決戦が生起しない場合の特潜の使用法が課題となった。そうした中で岩佐直治、松尾敬宇ら搭乗員から特殊潜航艇による開戦劈頭に敵の港湾に侵入して攻撃する実行案が原田に提出された。原田はこの計画案をさらに具体的な案にして軍令部作戦課潜水艦作戦主務参謀・有泉龍之助中佐に相談して同意と所見を得て、連合艦隊司令長官・山本五十六大将にこの甲標的の作戦を意見具申した。山本はこの一死奉公の奇襲案に感激したが、攻撃後の収容が困難なため採用しなかった。岩佐らがさらに改善策を作り、連合艦隊水雷参謀の有馬高泰中佐を通じてさらに数回陳情して採用に至った。
1941年（昭和16年）12月8日、佐々木半九大佐が指揮する特別攻撃部隊は、潜水艦5隻、特殊潜航艇5隻で構成され真珠湾攻撃に参加。岩佐直治、横山正治ら特殊潜航艇搭乗員9名が戦死して九軍神と呼ばれることとなった。原田は捕虜となった酒巻和男を含め十軍神とするよう働きかけたが認められなかった。1942年（昭和17年）6月、MI作戦に従事、その後キスカ島への輸送任務に従事した。
同年11月1日、少将へ昇進。南東潜水部隊指揮官としてラバウルを基地に指揮をとり、増援遮断や潜水艦輸送を実施した。

#### 第33特別根拠地隊
1944年（昭和19年）8月5日、第33特別根拠地隊司令官に就任。フィリピン防衛の一翼を担った。原田は第33特別根拠地隊司令官として、フィリピン防衛のためセブ島に基地を設けた。レイテ湾攻撃を命じられていたが、損害が大きくなるだけであると判断し、特殊潜航艇による輸送船団の攻撃を図る。特潜搭乗員のうち中核となったものは、かつて原田の訓練を受けた者であった。原田は戦場となるミンダナオ海を航空機に搭乗して視察し、見張り所、前進基地、補給基地を整備した。内海という好条件に加えて、搭乗員や整備員に熟練者を得、8隻の特殊潜航艇（他に予備1隻）をもって日本側によれば20隻撃沈を報告。ただし戦後確認された戦果は駆逐艦1隻の撃沈である。特潜の被害は未帰還1、廃棄処分2であった。セブ島への米軍の上陸を迎え、残存艇は自沈措置が取られた。
終戦直後の1945年（昭和20年）9月25日、死去。戦病死とも自決ともされる。同日、海軍中将に特進。原田は稚松会会員でもあった。

## 年譜

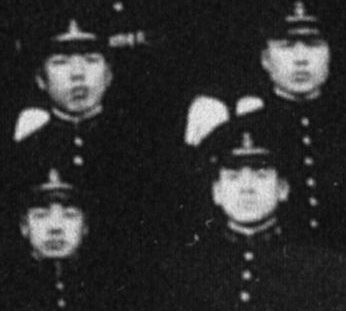
海兵卒業時。後列左原田、前列右草刈。前列左は古宇田武郎。

- 1890年（明治23年）10月12日 - 福島県耶麻郡長瀬村に誕生。
- 1910年（明治43年）9月12日 - 海軍兵学校41期入学。
- 1913年（大正2年）12月19日 - 海軍兵学校卒業。
- 1914年（大正3年）
  - 8月11日 - 巡洋戦艦「比叡」乗組。
  - 12月1日 - 少尉任官。
- 1915年（大正4年）10月1日 - 防護巡洋艦「筑摩」乗組。
- 1916年（大正5年）12月1日 - 中尉昇進。海軍水雷学校普通科学生。
- 1917年（大正6年）
  - 6月1日 - 海軍砲術学校普通科学生。
  - 12月1日 - 第二潜水艇隊付。
- 1918年（大正7年）
  - 11月2日 - 第一潜水艇隊付。
  - 12月13日 - 横須賀鎮守府付兼工作船「関東」乗組。
- 1919年（大正8年）
  - 7月24日 - 免兼「関東」乗組。横須賀防備隊付。
  - 12月1日 - 大尉昇進。海軍水雷学校高等科学生。
- 1920年（大正9年）12月1日 - 「第二十三潜水艦」乗組。
- 1921年（大正10年）11月1日 - 「第四十一潜水艦」艤装員。
- 1922年（大正11年）
  - 7月7日 - 「第四十一潜水艦」乗組。
  - 12月1日 - 「第十六潜水艦」艦長兼「第十潜水艦」艦長。
- 1923年（大正12年）
  - 4月1日 - 呉防備隊分隊長。
  - 12月1日 - 「第十九潜水艦」艦長兼海軍水雷学校教官。
- 1924年（大正13年）
  - 1月10日 - 免兼海軍水雷学校教官。
  - 11月1日 - 「呂十一型潜水艦」艦長。
- 1925年（大正14年）12月1日 - 「呂号第二十六潜水艦」艦長。
- 1926年（大正15年）12月1日 - 海軍少佐に昇進。「呂号第十八潜水艦」艦長。
- 1928年（昭和3年）
  - 6月15日 - 「伊号第百二十四潜水艦」艤装員長。
  - 12月1日 - 「伊号第百二十四潜水艦」艦長。
- 1929年（昭和4年）6月1日 - 「伊号第三潜水艦」艦長。
- 1932年（昭和7年）12月1日 - 任海軍中佐。第六潜水隊司令。
- 1933年（昭和8年）11月15日 - 兼第四潜水隊司令。
- 1934年（昭和9年）
  - 7月5日 - 兼「呂号第五十八潜水艦」艦長。
  - 7月16日 - 免兼「呂号第五十八潜水艦」艦長。
  - 8月15日 - 兼「呂号第五十九潜水艦」艦長。
  - 10月22日 - 兼第九潜水隊司令。
  - 11月15日 - 免兼第六潜水隊司令。
  - 12月15日 - 免兼第四潜水隊司令。
- 1935年（昭和10年）11月15日 - 第二十九潜水隊司令。
- 1937年（昭和12年）12月1日 - 任海軍大佐。第八潜水隊司令。
- 1938年（昭和13年）12月15日 - 空母「大鯨」艦長。
- 1939年（昭和14年）11月15日 - 空母「鳳翔」兼標的艦「摂津」艦長。
- 1940年（昭和15年）8月20日 - 水上機母艦「千代田」艦長。
- 1942年（昭和17年）11月1日 - 少将昇進
- 1943年（昭和18年）
  - 1月9日 - 横須賀鎮守府出仕。
  - 1月12日 - 第七潜水戦隊司令官。
  - 12月4日 - 補横須賀鎮守府出仕。
  - 12月27日 - 補横須賀防備戦隊司令官。
- 1944年（昭和19年）8月5日 - 第33特別根拠地隊司令官。
- 1945年（昭和20年）9月25日 - 死去。任海軍中将。